# Bahnstrecke Siorac-en-Périgord–Cazoulès
| Bahnhof Saint-Cyprien, 2011 |                      |                                                                      |                                                                      |
| |                      |                                                                      |                                                                      |
| Streckennummer (SNCF): | 628 000              |                                                                      |                                                                      |
| Kursbuchstrecke (SNCF): | 107                  |                                                                      |                                                                      |
| Streckenlänge: | 49 km                |                                                                      |                                                                      |
| Spurweite: | 1435 mm (Normalspur) |                                                                      |                                                                      |
| Maximale Neigung: | 20 ‰                 |                                                                      |                                                                      |
| |                      |                                                                      |                                                                      |
| \| \| \| Bahnstrecke Libourne–Buisson von Libourne \| \| \| \| \| Bahnstrecke Niversac–Agen von Niversac \| \| \| \| 643,0 \| Dordogne (220 m) \| Dordogne (220 m) \| \| \| 644,2 557,4 \| Le Buisson \| 63 m \| \| \| 564,4 \| Siorac-en-Périgord \| 74 m \| \| \| \| Bahnstrecke Niversac–Agen nach Agen \| \| \| \| \| D 710 (ehem. N 10) \| \| \| \| 570,6 \| Dordogne (205 m) \| Dordogne (205 m) \| \| \| ~570,7 \| D 703 (ehem. N 3) \| D 703 (ehem. N 3) \| \| \| 571,7 \| Saint-Cyprien \| 64 m \| \| \| 577,5 \| Saint-Vincent-Bézenac \| 67 m \| \| \| 579,5 \| Dordogne (Viaduc du Pech, 186 m) \| Dordogne (Viaduc du Pech, 186 m) \| \| \| 580,4 \| Castelnaud-Fayrac \| 71 m \| \| \| 581,4 \| Dordogne (Viaduc de Beynac, 202 m) \| Dordogne (Viaduc de Beynac, 202 m) \| \| \| 582,4 \| Vézac-Beynac \| 72 m \| \| \| 587,1 \| Tunnel de Coudournal (438 m) \| Tunnel de Coudournal (438 m) \| \| \| 589,0 \| Tunnel de la Guindonnie (101 m) \| Tunnel de la Guindonnie (101 m) \| \| \| ~589,2 \| D 704 (ehem. N 704A) \| D 704 (ehem. N 704A) \| \| \| \| Bahnstrecke Condat-Le Lardin–Sarlat von Condat \| \| \| \| \| von Sarlat-Ville und Depot \| \| \| \| \| \| \| \| \| \| Tramways de la Dordogne (TD) von Loubejac[2] (Viaduc du Pontet, 186 m) \| \| \| \| \| \| \| \| \| 590,1 \| Sarlat \| 145 m \| \| \| 591,0 \| Streckenende \| Streckenende \| \| \| ~597,0 \| D 703 und D 704 (ehem. N 3 und N 4) \| D 703 und D 704 (ehem. N 3 und N 4) \| \| \| 597,4 \| Carsac \| 99 m \| \| \| \| Bahnstrecke Carsac–Gourdon nach Gourdon \| \| \| \| 599,5 \| La Tache \| 95 m \| \| \| 600,7 \| Viaduc d’Aillac (65 m) \| Viaduc d’Aillac (65 m) \| \| \| 603,0 \| Calviac \| 86 m \| \| \| 604,9 \| Tunnel du Gard (464 m) \| Tunnel du Gard (464 m) \| \| \| 606,7 \| Carlux \| 87 m \| \| \| 611,3 \| Peyrillac \| 89 m \| \| \| \| \| \| \| \| 612,9 \| Bahnstrecke Les Aubrais-Orléans–Montauban von Toulouse \| Bahnstrecke Les Aubrais-Orléans–Montauban von Toulouse \| \| \| \| \| \| \| \| 613,4 541,8 \| Cazoulès \| 101 m \| \| \| 540,4 \| Tunnel du Pas-de-Raysse (280 m) \| Tunnel du Pas-de-Raysse (280 m) \| \| \| 538,5 \| Viaduc des Marjaudes (225 m) \| Viaduc des Marjaudes (225 m) \| \| \| 537,8 \| Viaduc de Pressignac (150 m) \| Viaduc de Pressignac (150 m) \| \| \| 537,0 \| Souillac \| 125 m \| \| \| 536,5 \| Viaduc de la Borrèze (571 m) \| Viaduc de la Borrèze (571 m) \| \| \| \| \| \| \| \| 536,6 \| Bahnstrecke Les Aubrais-Orléans–Montauban nach Le Brive-la-Gaillarde \| Bahnstrecke Les Aubrais-Orléans–Montauban nach Le Brive-la-Gaillarde \| \| \| \| \| \| \| \| \| \| \| \| \| \| Bahnstrecke Souillac–Viescamp-sous-Jallès nach Aurillac \| \| \| \| \| \| \| |                      |                                                                      |                                                                      |
| |                      | Bahnstrecke Libourne–Buisson von Libourne                            |                                                                      |
| Abzweig geradeaus und von links |                      | Bahnstrecke Niversac–Agen von Niversac                               | Bahnstrecke Niversac–Agen von Niversac                               |
| Brücke über Wasserlauf | 643,0                | Dordogne (220 m)                                                     | Dordogne (220 m)                                                     |
| Bahnhof | 644,2 557,4          | Le Buisson                                                           | 63 m                                                                 |
| Bahnhof | 564,4                | Siorac-en-Périgord                                                   | 74 m                                                                 |
| Abzweig geradeaus und nach rechts |                      | Bahnstrecke Niversac–Agen nach Agen                                  | Bahnstrecke Niversac–Agen nach Agen                                  |
| Brücke |                      | D 710 (ehem. N 10)                                                   | D 710 (ehem. N 10)                                                   |
| Brücke über Wasserlauf | 570,6                | Dordogne (205 m)                                                     | Dordogne (205 m)                                                     |
| Brücke | ~570,7               | D 703 (ehem. N 3)                                                    | D 703 (ehem. N 3)                                                    |
| Bahnhof | 571,7                | Saint-Cyprien                                                        | 64 m                                                                 |
| ehemaliger Haltepunkt / Haltestelle | 577,5                | Saint-Vincent-Bézenac                                                | 67 m                                                                 |
| Brücke über Wasserlauf | 579,5                | Dordogne (Viaduc du Pech, 186 m)                                     | Dordogne (Viaduc du Pech, 186 m)                                     |
| ehemaliger Bahnhof | 580,4                | Castelnaud-Fayrac                                                    | 71 m                                                                 |
| Brücke über Wasserlauf | 581,4                | Dordogne (Viaduc de Beynac, 202 m)                                   | Dordogne (Viaduc de Beynac, 202 m)                                   |
| ehemaliger Bahnhof | 582,4                | Vézac-Beynac                                                         | 72 m                                                                 |
| Tunnel | 587,1                | Tunnel de Coudournal (438 m)                                         | Tunnel de Coudournal (438 m)                                         |
| Tunnel | 589,0                | Tunnel de la Guindonnie (101 m)                                      | Tunnel de la Guindonnie (101 m)                                      |
| Strecke mit Straßenbrücke | ~589,2               | D 704 (ehem. N 704A)                                                 | D 704 (ehem. N 704A)                                                 |
| |                      | Bahnstrecke Condat-Le Lardin–Sarlat von Condat                       |                                                                      |
| Strecke · U-Bahn-Strecke von links (außer Betrieb) |                      | von Sarlat-Ville und Depot                                           | von Sarlat-Ville und Depot                                           |
| |                      |                                                                      |                                                                      |
| U-Bahn-Strecke quer · Kreuzung Streckenende · U-Bahn-Abzweig geradeaus, nach rechts und von rechts (Strecke außer Betrieb) |                      | Tramways de la Dordogne (TD) von Loubejac (Viaduc du Pontet, 186 m)  | Tramways de la Dordogne (TD) von Loubejac (Viaduc du Pontet, 186 m)  |
| |                      |                                                                      |                                                                      |
| Bahnhof · U-Bahn-Kopfbahnhof Streckenende | 590,1                | Sarlat                                                               | 145 m                                                                |
| | 591,0                | Streckenende                                                         | Streckenende                                                         |
| Strecke mit Straßenbrücke (Strecke außer Betrieb) | ~597,0               | D 703 und D 704 (ehem. N 3 und N 4)                                  | D 703 und D 704 (ehem. N 3 und N 4)                                  |
| | 597,4                | Carsac                                                               | 99 m                                                                 |
| Abzweig geradeaus und nach rechts (Strecke außer Betrieb) |                      | Bahnstrecke Carsac–Gourdon nach Gourdon                              | Bahnstrecke Carsac–Gourdon nach Gourdon                              |
| Haltepunkt / Haltestelle (Strecke außer Betrieb) | 599,5                | La Tache                                                             | 95 m                                                                 |
| Brücke (Strecke außer Betrieb) | 600,7                | Viaduc d’Aillac (65 m)                                               | Viaduc d’Aillac (65 m)                                               |
| Haltepunkt / Haltestelle (Strecke außer Betrieb) | 603,0                | Calviac                                                              | 86 m                                                                 |
| Tunnel (Strecke außer Betrieb) | 604,9                | Tunnel du Gard (464 m)                                               | Tunnel du Gard (464 m)                                               |
| Bahnhof (Strecke außer Betrieb) | 606,7                | Carlux                                                               | 87 m                                                                 |
| Haltepunkt / Haltestelle (Strecke außer Betrieb) | 611,3                | Peyrillac                                                            | 89 m                                                                 |
| |                      |                                                                      |                                                                      |
| Abzweig ehemals geradeaus und von rechts | 612,9                | Bahnstrecke Les Aubrais-Orléans–Montauban von Toulouse               | Bahnstrecke Les Aubrais-Orléans–Montauban von Toulouse               |
| |                      |                                                                      |                                                                      |
| ehemaliger Bahnhof | 613,4 541,8          | Cazoulès                                                             | 101 m                                                                |
| Tunnel | 540,4                | Tunnel du Pas-de-Raysse (280 m)                                      | Tunnel du Pas-de-Raysse (280 m)                                      |
| Brücke | 538,5                | Viaduc des Marjaudes (225 m)                                         | Viaduc des Marjaudes (225 m)                                         |
| Brücke | 537,8                | Viaduc de Pressignac (150 m)                                         | Viaduc de Pressignac (150 m)                                         |
| Bahnhof | 537,0                | Souillac                                                             | 125 m                                                                |
| Brücke über Wasserlauf | 536,5                | Viaduc de la Borrèze (571 m)                                         | Viaduc de la Borrèze (571 m)                                         |
| |                      |                                                                      |                                                                      |
| Abzweig geradeaus und nach links | 536,6                | Bahnstrecke Les Aubrais-Orléans–Montauban nach Le Brive-la-Gaillarde | Bahnstrecke Les Aubrais-Orléans–Montauban nach Le Brive-la-Gaillarde |
| |                      |                                                                      |                                                                      |
| |                      |                                                                      |                                                                      |
| |                      | Bahnstrecke Souillac–Viescamp-sous-Jallès nach Aurillac              |                                                                      |
| |                      |                                                                      |                                                                      |

Die Bahnstrecke Siorac-en-Périgord–Cazoulès ist eine in West-Ost-Richtung laufende, eingleisige Eisenbahnstrecke in Frankreich. Sie ist knapp 50 km lang und zum Teil außer Betrieb. Sie verläuft überwiegend im Tal der Dordogne, verlässt dieses aber auf halbem Weg bei Vézac-Beynac, um Sarlat zu bedienen, wo sie von Siorac-en-Périgord im Westen kommend heute endet, erreicht aber nach wenigen Kilometern bei Carsac-Aillac den Fluss wieder und folgt ihm flussaufwärts bis Cazoulès an der Nord-Süd-gerichteten Bahnstrecke Les Aubrais-Orléans–Montauban-Ville-Bourbon. Für diesen „Umweg“ ist eine Steigung von 20 ‰ aus Richtung Westen und 14 ‰ aus Richtung Osten in Kauf zu nehmen. Personenzüge bis Sarlat werden von der TER Nouvelle-Aquitaine gestellt und verkehren auch an Wochenenden, aber nicht abends, von Bordeaux und Agen. Die Kilometrierung beginnt im Bahnhof Paris-Austerlitz und führt über Limoges und Périgueux.

## Geschichte

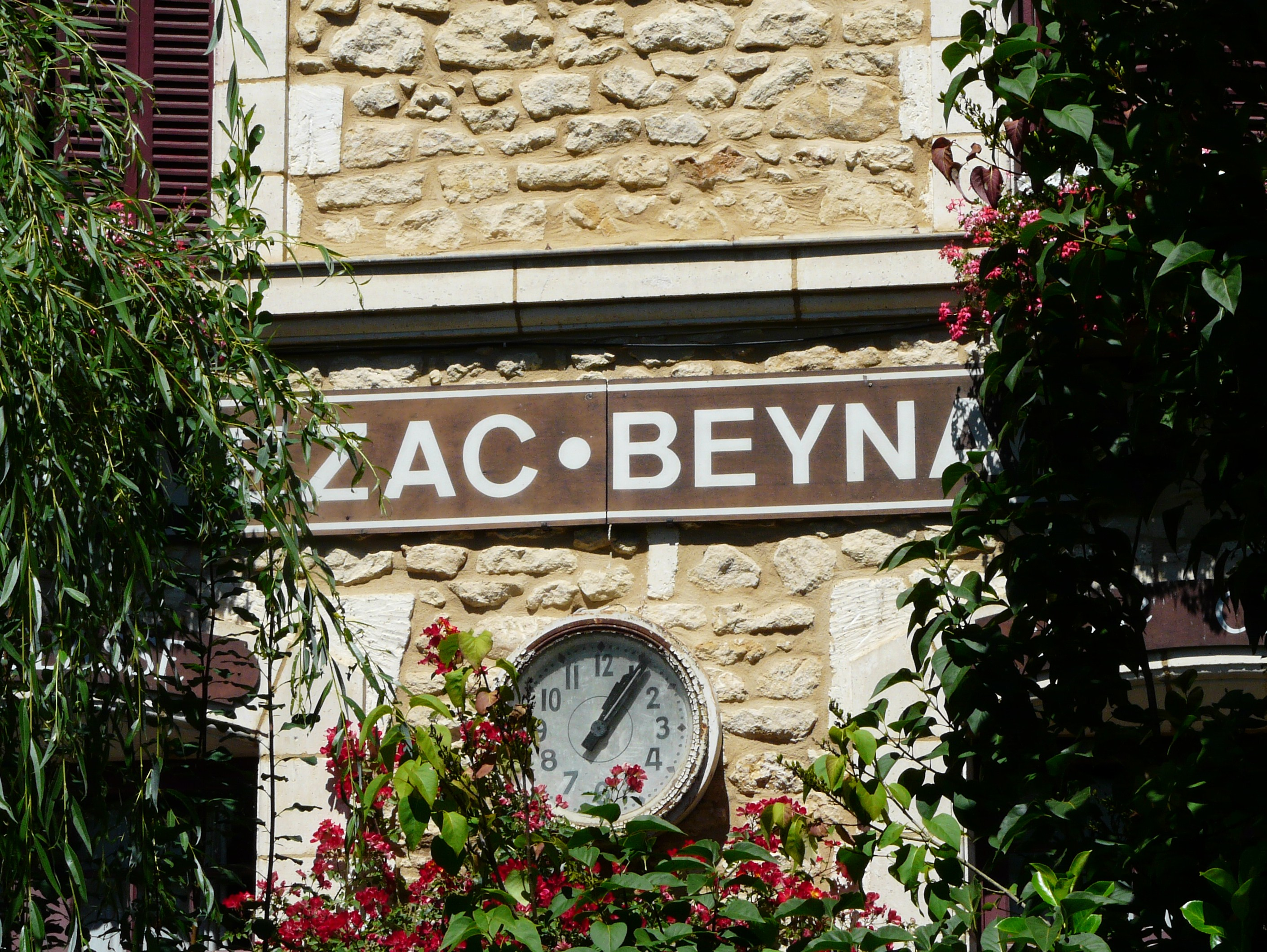
Aufgelassener Bahnhof Vézac-Beynac

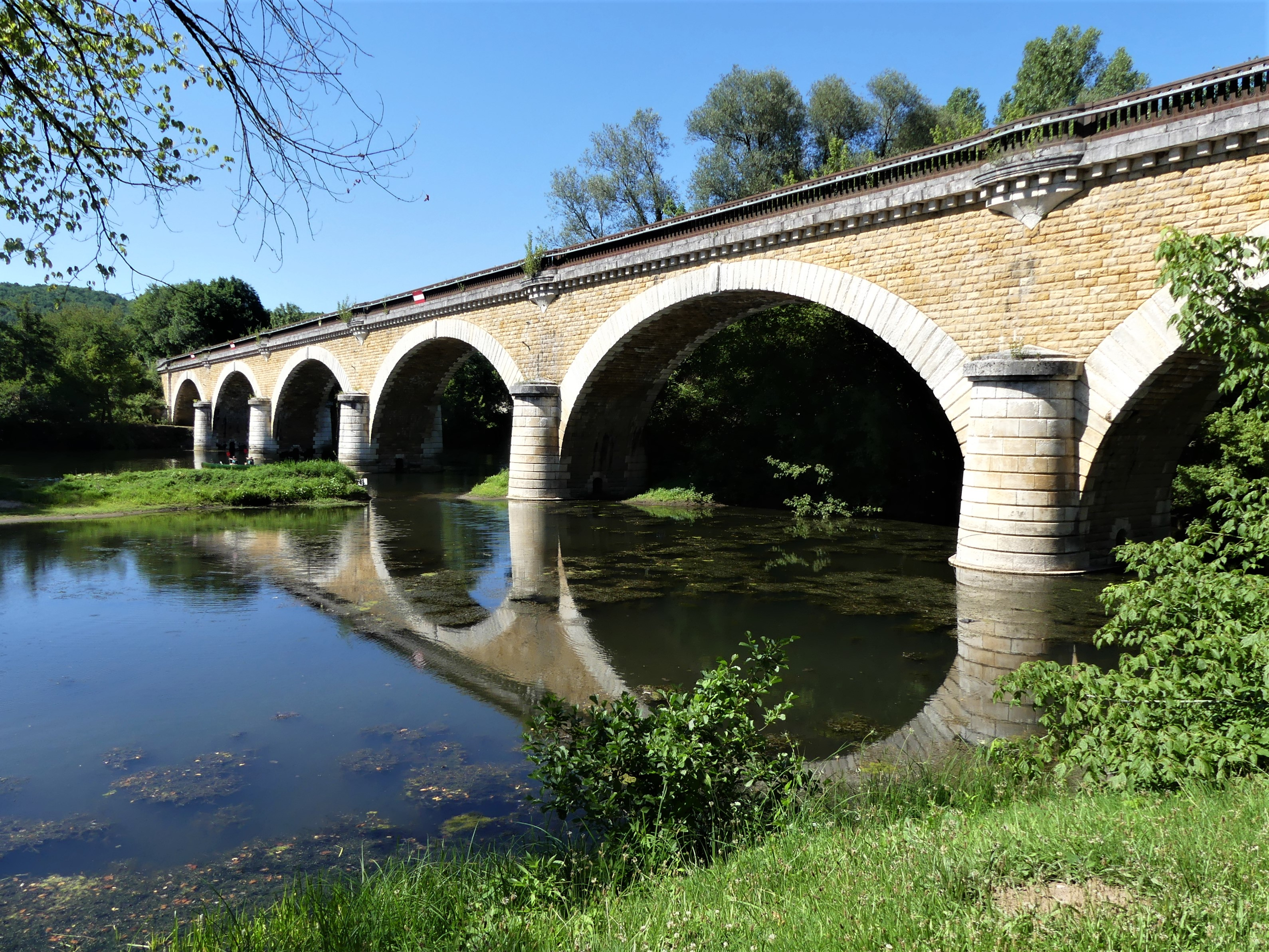
Viadukt du Pech

Am 31. Dezember 1875 veröffentlichte der Französische Staat in seinem Amtsblatt unter der laufenden Nummer 4893-13 die Gemeinnützigkeit – also die Berechtigung zur Personenbeförderung – der Bahnstrecke „von Saint-Denis-lès-Martel nach Le Buisson durch oder bei Sarlat mit Abzweigung nach Gourdon“. Die in Saint-Denis-lès-Martel korrespondierende Bahnstrecke Brive-la-Gaillarde–Toulouse-Matabiau hatte im November 1862 seinen Betrieb aufgenommen.
Bauherr der Strecke war der Staat, betrieben wurde sie von der Compagnie du chemin de fer de Paris à Orléans (P.O.). Dazu wurde am 28. Juni 1883 eine entsprechende Vereinbarung zwischen dem Unternehmen und dem Ministerium für öffentliche Arbeiten unterzeichnet, die am 20. November durch ein Gesetz genehmigt wurde.
Die Eröffnung der Strecke fand in zwei Teilen statt: Am 2. Juli 1882 konnte der östliche Abschnitt bis Sarlat freigegeben werden, zwei Jahre später, am 30. August 1884 folgte der Rest. Am 3. Juni 1940 wurde der Personenverkehr eingestellt, jedoch wegen öffentlicher Personenbeförderungsengpässe während des Zweiten Weltkriegs vorübergehend zwischen dem 25. September 1940 und 3. Mai 1942 wieder aufgenommen. Knapp 100 Jahre nach der Eröffnung wurde zum 1. Juni 1980 der Verkehr zwischen Sarlat und Cazoulès auf 21 km vollständig eingestellt. Am 5. Juni erfolgte die Entwidmung (BK 612,7 bis 591,0). Dieser aufgelassene Streckenteil wurde in einen Voie verte für die ausschließliche Benutzung für Fußgänger und Radfahrer umgewandelt.
Zwischen 1912 und 1934 bestand in Sarlat Verbindung zur 54 km langen Meterspur-Tramways de la Dordogne (TD) die den südlich gelegenen Wirtschaftsraum mit seiner Produktion von Holz, Eisen, Wein und Nussöl erschloss. Das Mittelzentrum Sarlat profitierte erheblich davon. Der Personenverkehr wurde 1930 eingestellt.